# Skegness
Skegness (/ˌskɛɡˈnɛs/ skeg-NESS) es una ciudad costera y parroquia civil del distrito de East Lindsey del condado de Lincolnshire en Inglaterra. Ubicada en la costa del mar del Norte, la ciudad está a 69 km (43 millas) al este de Lincoln y a 35 km (22 millas) al noreste de Boston. Es el mayor asentamiento de East Lindsey. Junto a Winthorpe y Seacroft, forman la zona edificada más grande con los centros turísticos de Ingoldmells y Chapel St Leonards al norte. El pueblo está entre las carreteras A52 y A158, que lo conectan con Boston y las Midlands Orientales, y con Lincoln respectivamente. La estación de ferrocarril de Skegness está en la línea de Nottingham a Skegness.
El Skegness original estaba situado más al este en la boca del Estuario del Wash. Su nombre nórdico se refiere a un promontorio que estaba cerca del asentamiento. En el siglo XIV, era un puerto local importante para el comercio costero. Las defensas naturales del mar que protegían el puerto se erosionaron a finales de la Edad Media, y se perdió en el mar después de una tormenta en la década de 1520. Reconstruido a lo largo de la nueva costa, el Skegness moderno era un pequeño pueblo de pescadores y agricultores, pero desde finales del siglo XVIII los miembros de la nobleza local lo visitaban para pasar las vacaciones. La llegada del ferrocarril en 1873 lo transformó en un popular centro turístico costero. Esa fue la intención del noveno conde de Scarbrough, que poseía la mayor parte de las tierras de los alrededores; construyó la infraestructura de la ciudad y trazó parcelas que arrendó a especuladores inmobiliarios. Este nuevo Skegness se convirtió rápidamente en un destino popular para los veraneantes y excursionistas de las ciudades industriales de East Midlands. En los años de entreguerras, la ciudad se estableció como uno de los centros turísticos costeros más populares de Gran Bretaña. La disposición del moderno paseo marítimo data de esta época y se construyeron campamentos de vacaciones alrededor de la ciudad, incluyendo el primer centro vacacional Butlins que se abrió en Ingoldmells en 1936.
La posibilidad de vacacionar en el extranjero se convirtió en una opción cada vez más popular y asequible para muchos veraneantes británicos durante el decenio de 1970; esta tendencia, combinada con la disminución del empleo industrial en las Midlands Orientales, perjudicó la economía de Skegness en materia de visitantes a finales del siglo XX. No obstante, el centro turístico –balneario– conserva una base de visitantes leales y ha atraído cada vez más a personas que visitan para pasar unas breves vacaciones junto con su viaje al extranjero. El turismo aumentó tras la recesión de 2007-09 debido a la asequibilidad del centro turístico. En 2011, la ciudad fue el cuarto destino vacacional más popular de Inglaterra para los residentes del Reino Unido, y en 2015 recibió más de 1,4 millones de visitantes. Tiene la reputación de ser un centro turístico tradicional de la costa inglesa debido a su larga playa de arena y a sus atracciones frente al mar que incluyen salas de juego, restaurantes, el recinto ferial de Botton, el muelle, clubes nocturnos y bares. Otras atracciones para los visitantes son el Natureland Seal Sanctuary, un museo, un acuario, un ferrocarril histórico, un carnaval anual, un festival anual de arte y la reserva natural de Gibraltar Point, al sur de la ciudad.

## Geografía
Skegness está frente al mar del Norte. Está situado en una región plana de baja altitud llamada Lincoln Marsh, que se extiende a lo largo de la costa entre Skegness y Humber y separa la costa de las tierras altas de The Wolds. Gran parte de la elevación de la parroquia está cerca del nivel del mar, aunque una estrecha franja a lo largo del frente marítimo está a 4-5 m (13-16 pies) por encima de la cima de 6 m (20 pies) en North Parade; la carretera A52 está elevada a 4 m (13 pies); y también hay una estrecha y corta orilla paralela a la costa entre el Club de Golf North Shore y Seathorne que está a 10 m (33 pies) por encima del nivel del mar.
La parroquia civil de Skegness incluye la mayor parte del asentamiento lineal de Seacroft al sur y el pueblo de Winthorpe y la zona suburbana de Seathorne al norte, todos los cuales han sido absorbidos por la zona urbana del pueblo. Las parroquias vecinas son: Ingoldmells al norte, Addlethorpe al noroeste, Burgh le Marsh al[oeste y Croft al sur. La ciudad está aproximadamente a 35 km (22 millas) al noreste de Boston y 69 km (43 millas) al este de Lincoln.
El lecho rocoso bajo la ciudad es parte de la Formación Ferriby Chalk, una capa sedimentaria que se formó hace unos 100 millones de años durante el período cretácico; se extiende al noroeste desde Skegness en una estrecha banda hasta Fotherby y Utterby al norte de Louth en los Wolds. Las capas superficiales son depósitos mareales de arcilla y limo, depositados desde el final de la última edad de hielo y durante la época del Holoceno (los últimos 11.800 años). La línea de costa consiste en arena soplada y depósitos de playa en forma de arcilla, limo y arena.

## Economía
Según VisitEngland, en 2011 Skegness fue el cuarto destino de vacaciones más popular en Inglaterra entre los residentes del Reino Unido. En 2015, Skegness e Ingoldmells recibieron 1.484.000 visitantes, de los cuales 649.000 fueron visitantes diurnos; esto supuso un gasto directo de 212,83 millones de libras esterlinas, con un impacto económico estimado de 289 libras esterlinas. El ayuntamiento ha calificado el empleo local de "muy dependiente" del turismo. Según una estimación, en 2015, 2.846 puestos de trabajo se sustentan directamente en la economía de los visitantes (que representan alrededor de un tercio de los residentes con empleo de la ciudad), mientras que el turismo sustenta indirectamente casi 900 más. Más de la mitad de esos puestos de trabajo correspondían al alojamiento, la alimentación y las bebidas, y un 18.1% más al comercio minorista. La economía de los visitantes de Skegness ha sido descrita por el consejo de distrito como "anticíclica"; si bien sigue atendiendo a una base de clientes leales, ofrece una alternativa barata a las vacaciones en el extranjero y, por lo tanto, ha demostrado ser popular cuando la economía ha sido más lenta para el resto de la región. El paseo marítimo es un centro neurálgico de la industria turística, gran parte de la cual está orientada al suministro de alimentos (sobre todo pescado y patatas fritas), salas de juego y otras atracciones, como el parque de atracciones de la playa de Botton's Pleasure con varios juegos. Los pubs, bares y clubes nocturnos y las diversiones iluminadas con neón le han valido el popular apodo de "Skegvegas" (por Las Vegas).